# Adolf Schulten
Pour les articles homonymes, voir Schulten.
Adolf Schulten (Elberfeld, 27 mai 1870 - Erlangen, 19 mars 1960) est un archéologue, historien et philosophe allemand, célèbre pour son engagement en Espagne et ses recherches sur Tartessos.

## Biographie et œuvre
Il est le fils d'un westphalien Wilhelm Schulten, directeur administratif de Bayer et d'une mère rhénane Amanda Klarenbach. Il étudie dans les universités de Göttingen, de Bonn et de Göttingen, où il étudie avec Ulrich von Wilamowitz-Möllendorff et Theodor Mommsen. En 1892, il obtient son doctorat à vingt-deux ans avec un sujet sur le droit public romain. En 1896, il devient professeur d'Histoire ancienne à Göttingen et va en 1907 à l'Université d'Erlangen en tant que professeur extraordinaire.
À vingt-quatre ans, la bourse de voyage de l'Institut archéologique allemand lui permet de connaître l'Italie, la Grèce et l'Afrique du Nord en 1894-1895. En 1899, il se rend pour la première fois en Espagne, et il y retourne en 1902, à la suite d'un intérêt pour les ruines de Numance. Entre 1905 et 1914, il mène plusieurs campagnes archéologiques dans cette ville celtibère et sur les camps romains environnants; ses campagnes sont prises en charge, entre autres, par le Kaiser Guillaume II d'Allemagne. Les résultats de ses fouilles sur le terrain et dans la bibliothèque furent la publication de quatre volumes de Numantia. Die Ergebnisse der Ausgrabungen 1905-1912 (Munich, 1914-1927-1929-1931), une synthèse qui a été traduite en espagnol, sous le nom Historia de Numancia à Barcelone en 1945.
La Première Guerre mondiale interrompit Adolf Schulten dans son activité archéologique en Espagne, mais cela ne signifie pas l'abandon de ses études et de ses publications, et une fois le conflit terminé, il retourne en Espagne immédiatement. Quelques mécènes barcelonais et l'aide de l'Institut d'Études Catalanes lui ont permis de faire en 1919 un examen, préparatoire de la côte espagnole méditerranéenne pour une édition critique d'Ora Maritima de Rufus Festus Avienus (qui sera le premier volume de ses Fontes Hispaniae Antiquae, publié à Barcelone, en 1922), ce qui lui permet d'étudier Tartessos. Trouver les vestiges de cette cité mythique a fini par se convertir en une véritable obsession pour Adolf Schulten, quelque chose d'ailleurs qu'il n'a jamais obtenu malgré toutes ses tentatives, allant même jusqu'à des conflits diplomatiques assez sérieux. Il s'est obstiné dans des fouilles de l'actuel Parc national de Doñana, près de l'embouchure du fleuve Guadalquivir et a trouvé un lieu romain habité dans le Cerro del Trigo qu'il a cru être une population située sur les restes de la mythique cité de Tartessos. Le résultat de ses recherches, fut entre autres, la publication de Tartessos: contribución a la historia más antigua de Occidente (publié à Madrid, dans la Revista de Occidente, en 1924).
Parmi les autres travaux de fouilles mis en lumière les ruines du camp romain de Castra Cecilia, non loin de la ville actuelle de Cáceres. il a également étudié pour la première fois en profondeur les guerres cantabres (29-19 av. J.-C.) dans son livre Los cántabros y ástures y su guerra con Roma (Madrid, 1943). Il est aussi l'auteur de l'œuvre complète Iberische Landeskunde: Geographie des antiken Spanien, rapidement traduite et publiée par la SCCI sous le titre de Geografía y Etnología de la Península Ibérica (vol. I-II, Madrid, 1959-1963). Une large synthèse en allemand est antérieure à l'œuvre, qui est parue sous la forme d'un article en 1912 dans l'encyclopédie germanique RE Pauly-Wissowa, qui a été traduite en 1920 en espagnol sous la forme d'un livre, Hispania (Geografía, Etnología, Historia), avec un long appendice de Pedro Bosch-Gimpera (« La Arqueología preromana hispánica », p. 225-321). Deux autres œuvres sont très populaires au Portugal et en Espagne, il s'agit de deux biographies une sur Viriatus (Porto, 1927) et une autre sur Sertorius (Leipzig en 1926 et Barcelone en 1949).

### Principaux ouvrages
- (de) Die römischen Grundherrschaften. Eine agrarhistorische Untersuchung. Felber, Weimar 1896.
- (de) Die Keltiberer und ihre Kriege mit Rom, Munich, Bruckmann, 1914.
- (de) Tartessos. Ein Beitrag zur ältesten Geschichte des Westens, Hambourg, Friederichsen, 1922.
- (de) Idyllen vom Lago Maggiore, Erlangen, Palm und Enke, 1922.
- (de) Avieni Ora maritima (Periplus Massiliensis saec. VI. a. C.), Barcelone, Bosch, 1922.
- (de) Sertorius, Leipzig, Dieterich, 1926.
- (de) Die Lager des Scipio. Bruckmann, München 1927 (Numantia, 3).
- (de) Die Lager bei Renieblas, Munich, Bruckmann, 1929.
- (de) Geschichte von Numantia, Munich, Piloty & Loehle, 1933.
- (de) Masada, die Burg des Herodes und die römischen Lager, Leipzig, Hinrichs, 1933.
- (es) Fontes Hispaniae Antiquae, Barcelone, Librería Bosc, 1935.
- (es) Cincuenta y cinco años de investigación en España. Rosa, Reus 1953.
- (de) Iberische Landeskunde. Geographie des antiken Spanien. 2 Bände. Heitz, Strasbourg 1955–1957 (auch spanische Übersetzung). Bd. 1 in 2. Auflage 1974.
- (es) Los Cántabros y Astures y su guerra con Roma, Madrid, 1962.
- (es) Cartagena en la antigüedad. Áglaya, Cartagena 2004.

### Articles
- « Mes fouilles à Numance et autour de Numance », Bulletin Hispanique, t. 15,‎ 1913, p. 365-383 (lire en ligne, consulté le 31 octobre 2024).
- (es) « Las referencias sobre los Vascones hasta el año 810 después de J.C. », Revista Internacional de los Estudios Vascos. RIEV, vol. 18, no 2,‎ 1927, p. 225-240 (ISSN 0212-7016, lire en ligne, consulté le 2 juillet 2017).